# Campionati europei di pugilato dilettanti 1998
I Campionati europei di pugilato dilettanti maschili 1998 si sono tenuti a Minsk, Bielorussia, dal 17 al 24 maggio 1998. È stata la 32ª edizione della competizione biennale organizzata dall'EABA. 180 pugili da 38 Paesi hanno partecipato alla competizione.

## Risultati
| Categoria                   | Oro                        | Argento                     | Bronzo                                                  |
| --------------------------- | -------------------------- | --------------------------- | ------------------------------------------------------- |
| Pesi minimosca (kg 48)      | Sergey Kazakov Russia      | Ivanas Stapovičius Lituania | Pál Lakatos Ungheria Oleg Kiryukhin Ucraina             |
| Pesi mosca (kg 51)          | Vladimir Sidorenko Ucraina | Ilfat Radziapov Russia      | Vachtang Darchinyan Armenia Ramaz Gazashvili Georgia    |
| Pesi gallo (kg 54)          | Sergey Danilchenko Ucraina | Marian Alexandru Romania    | Raimkul Malakhbekov Russia Reidar Walstad Norvegia      |
| Pesi piuma (kg 57)          | Ramaz Paliani Turchia      | Artyom Simonyan Armenia     | Sayan Sanchat Russia János Nagy Ungheria                |
| Pesi leggeri (kg 60)        | Kay Huste Germania         | Koba Gogoladze Georgia      | Tigran Ouzlian Grecia Artur Gevorkyan Armenia           |
| Pesi superleggeri (kg 63.5) | Dorel Simion Romania       | Nurhan Süleymanoglu Turchia | Dimitri Pavluschenko Russia Sergei Bykovski Bielorussia |
| Pesi welter (kg 67)         | Oleg Saitov Russia         | Sergei Dzinziryuk Ucraina   | Marian Simion Romania Vadim Mezga Bielorussia           |
| Pesi superwelter (kg 71)    | Frédéric Esther Francia    | Aslan Ercüment Turchia      | Christopher Bessey Inghilterra Adrian Diaconu Romania   |
| Pesi medi (kg 75)           | Zsolt Erdei Ungheria       | Brian Magee Irlanda         | Jean-Paul Mendy Francia Dimitri Strelchinin Russia      |
| Pesi mediomassimi (kg 81)   | Aleksandr Lebziak Russia   | Coutney Fry Inghilterra     | Tomasz Adamek Polonia Claudiu Rasko Romania             |
| Pesi massimi (kg 91)        | Giacobbe Fragomeni Italia  | Sergei Dytchkov Bielorussia | Evgeny Makarenko Russia Kwamena Turkson Svezia          |
| Pesi supermassimi (kg 91 +) | Alexei Lezin Russia        | Vladimir Lazebnik Ucraina   | Sinan Şamil Sam Turchia Tofik Basisi Israele            |

## Medagliere
| Posizione | Paese       | Oro | Argento | Bronzo | Totale |
| --------- | ----------- | --- | ------- | ------ | ------ |
| 1         | Russia      | 4   | 1       | 5      | 10     |
| 2         | Ucraina     | 2   | 2       | 1      | 5      |
| 3         | Turchia     | 1   | 2       | 1      | 4      |
| 4         | Romania     | 1   | 1       | 2      | 4      |
| 5         | Ungheria    | 1   | 0       | 2      | 3      |
| 6         | Francia     | 1   | 0       | 1      | 2      |
| 7         | Germania    | 1   | 0       | 0      | 1      |
| 7         | Italia      | 1   | 0       | 0      | 1      |
| 9         | Bielorussia | 0   | 1       | 2      | 3      |
| 9         | Armenia     | 0   | 1       | 2      | 3      |
| 11        | Georgia     | 0   | 1       | 1      | 2      |
| 11        | Inghilterra | 0   | 1       | 1      | 2      |
| 13        | Irlanda     | 0   | 1       | 0      | 1      |
| 13        | Lituania    | 0   | 1       | 0      | 1      |
| 15        | Grecia      | 0   | 0       | 1      | 1      |
| 15        | Israele     | 0   | 0       | 1      | 1      |
| 15        | Norvegia    | 0   | 0       | 1      | 1      |
| 15        | Polonia     | 0   | 0       | 1      | 1      |
| 15        | Svezia      | 0   | 0       | 1      | 1      |
|           | Totale      | 12  | 12      | 24     | 48     |